# Mansur Isajev
Mansur Isajev (ryska: Мансур Мустафаевич Исаев), född den 23 september 1986 i Kiziljurt, Sovjetunionen, är en rysk judoutövare.
Han tog OS-guld i herrarnas lättvikt i samband med de olympiska judotävlingarna 2012 i London.